# Эссекс (графство, Онтарио)
Э́ссекс (англ. Essex County) — графство в провинции Онтарио, в Канаде.

## География
Графство Эссекс находится на крайнем юго-западе канадской провинции Онтарио, у её границы с США, между озёрами Эри и Сент-Клэр. Его административным центром является город того же названия — (Эссекс). Площадь графства, названного в честь исторического графства в южной Англии, составляет 1851,34 км². При численности населения в 393 042 человек плотность его равняется 212,5 чел./км².
В графстве Эссекс расположены следующие города и общины:
- Амхёрстбург
- Лимингтон
- Эссекс
- Лейкшор
- Кингсвиль
- Ла-Саль
- Текумсе
- Пеле

Город Виндзор, географически входящий в графство Эссекс, административно ему не подчиняется.
В графстве Эссекс расположена самая южная точка Канады — остров Мидл.